# Marc El-Sayed
Marc El-Sayed (* 18. Januar 1991 in Wetzlar) ist ein deutscher Eishockeyspieler, der seit März 2019 erneut beim EC Bad Nauheim aus der DEL2 unter Vertrag steht und dort auf der Position des Stürmers spielt. Zuvor war El-Sayed unter anderem für die Adler Mannheim, Nürnberg Ice Tigers und Schwenninger Wild Wings in der Deutschen Eishockey Liga (DEL) aktiv.

## Karriere

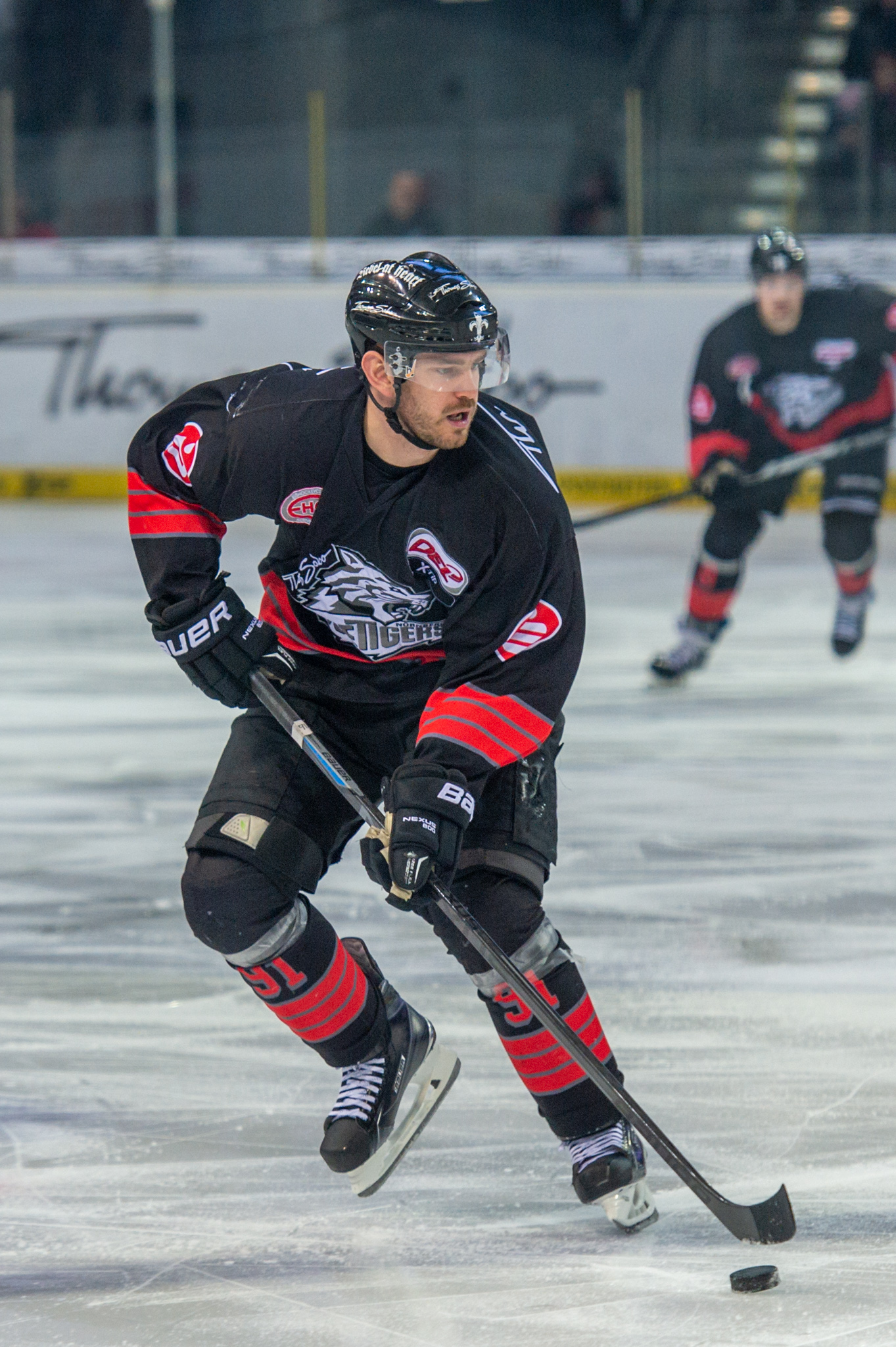
El-Sayed im Trikot der Nürnberg Ice Tigers (2014)

El-Sayed spielte in seiner Jugendzeit für den EC Bad Nauheim, für den er von 2004 bis 2006 in der Junioren-Bundesliga auflief. Zur Saison 2006/07 wechselte der 1,89 m große Stürmer in die Organisation der Adler Mannheim, die ihn zunächst ausschließlich bei den Jungadlern in der Deutschen Nachwuchsliga (DNL) und ab 2008 auch beim Kooperationspartner Heilbronner Falken in der 2. Bundesliga einsetzten.
Ab 2009 besaß der gebürtige Hesse einen Profivertrag bei den Adlern, war aber zunächst aufgrund einer Förderlizenz auch weiterhin für die Falken spielberechtigt. Im Verlauf der Spielzeit 2010/11 erarbeitete sich der Angreifer jedoch einen Stammplatz im DEL-Aufgebot der Adler und verbrachte die folgenden vier Jahre dort als Stammspieler. Im April 2014 wurde bekannt, dass El-Sayed einen Zweijahresvertrag beim Ligakonkurrenten Nürnberg Ice Tigers unterzeichnet hatte. Diesen erfüllte er. Im April 2016 gaben die Schwenninger Wild Wings El-Sayeds Verpflichtung bekannt. Er unterschrieb einen Dreijahresvertrag.
Im März 2019 entschloss er sich zu einer Rückkehr zu seinem Heimatverein nach Bad Nauheim. Dort wurde er umgehend zum Mannschaftskapitän ernannt.

### International
Für die deutsche U18-Nationalmannschaft absolvierte Marc El-Sayed die U18-Junioren-Weltmeisterschaften 2008 und  2009, bei der er mit drei Toren und drei Assists bester Scorer der Mannschaft wurde, den Abstieg der DEB-Auswahl nach dem fünften Platz im Vorjahr aber nicht verhindern konnte. Mit der deutschen U20-Auswahl nahm er an der U20-Junioren-Weltmeisterschaft 2011 teil. Dabei blieb er punktlos und stieg mit der Mannschaft ebenfalls in die Division I ab.

## Erfolge und Auszeichnungen
- 2008 DNL-Meister mit den Jungadler Mannheim
- 2009 DNL-Meister mit den Jungadler Mannheim

## Karrierestatistik
Stand: Ende der Saison 2024/25

### International
Vertrat Deutschland bei:
- World U-17 Hockey Challenge 2008
- U18-Junioren-Weltmeisterschaft 2008
- U18-Junioren-Weltmeisterschaft 2009
- U20-Junioren-Weltmeisterschaft 2011

(Legende zur Spielerstatistik: Sp oder GP = absolvierte Spiele; T oder G = erzielte Tore; V oder A = erzielte Assists; Pkt oder Pts = erzielte Scorerpunkte; SM oder PIM = erhaltene Strafminuten; +/− = Plus/Minus-Bilanz; PP = erzielte Überzahltore; SH = erzielte Unterzahltore; GW = erzielte Siegtore; 1 Play-downs/Relegation; Kursiv: Statistik nicht vollständig)